# Ferran Blasi i Birbe
Ferran Blasi i Birbe (Barcelona, 6 de març de 1929 - 1r de novembre de 2021) va ser un sacerdot, teòleg, periodista, escriptor i traductor català.

## Biografia
Llicenciat en Dret per la Universitat de Barcelona i en Periodisme per la Universitat de Navarra es doctorà en Teologia per la Pontifícia Universitat Lateranense. Ordenat sacerdot el 1959, va donar classes a la Universitat de Navarra. Va treballar com a periodista al Diari de Barcelona, La Vanguardia i la revista Palabra, i va ser col·laborador habitual dels diaris El Punt, el Diari de Tarragona, la Manyana o el Diari de Girona. També ha estat corresponsal a Itàlia i França. Va ser un periodista especialitzat en informació religiosa que va viure el Concili Vaticà II des de Grenoble.
Especialista en els textos bíblics, va publicar diverses obres de teologia i història i va traduir al català diversos llibres de sant Josepmaria Escrivà de Balaguer i sant Joan Pau II. Els seus escrits habitualment tracten qüestions relacionades amb els principis ètics, jurídics i teològics i aporten una visió positiva.
Va formar part de la redacció de la revista “Mundo” on, durant anys va tenir a càrrec seu la secció setmanal de Religió. També va ser redactor del “Mundo Diario” del mateix grup i com a enviat especial va seguir el primer viatge de Joan Pau II a Polònia, i va ser assessor de l'editorial “Dopesa” (Documentació periodística). Va col·laborar en dues publicacions promogudes per la Generalitat de Catalunya i editades per Claret “Diccionari dels catalans d'Amèrica” i “Diccionari d'Història Eclesiàstica de Catalunya”. Va participar en diverses obres col·lectives sobre l'historiador Joan Bonet i Baltà i el papiròleg Ramon Roca-Puig. També va col·laborar regularment a “Nuestro Tiempo”, “Temes d'avui” i a altres revistes culturals, i últimament ha escrita a “Revista de Catalunya” i a “Catalunya Cristiana”.
Va morir mentre feia pregària a la Residència on vivia al carrer Joan Sebastià Bach de la ciutat de Barcelona.

## Obres
- Al Pas dels Dies.  Rondes, 1989.
- Ferran Blasi i Birbe; Antonio Coll Gilabert L'ètica de cada dia.  Edicions Rondes, 1996. ISBN 978-84-85247-02-8.
- Ferran Blasi Birbe. El retorn del temps: memòries d'un bon tros de segle.  L'Abadia de Montserrat, 2001. ISBN 978-84-8415-343-6.
- Ferrán Blasi Birbe. Para conocer la Biblia.  Ediciones Rialp, febrer 2008. ISBN 978-84-321-3667-2.[Enllaç no actiu]
- Ferran Blasi i Birbe. Aixequeu-vos, anem!.  Rosa dels Vents, 2004. ISBN 978-84-01-38664-0.
- Ferran Blasi Birbe. D'ètica i d'estetica.  L'Abadia de Montserrat, 2009. ISBN 978-84-9883-188-7.
- Perspectives i llambregades.  L'Abadia de Montserrat, 2013, p. 1–. ISBN 978-84-9883-577-9.
- Ferran Blasi i Birbe; Josep Maria Caparrós Lera Cinema, historia, religión.  Balmes, 2014. ISBN 978-84-210-0679-5.[9]
- L'última publicació ha estat “Harmonies i contrapunts”, Editorial Rondes, Barcelona 2017”.